# Salon-de-Provence
Salon-de-Provence je město na jihu Francie v Provence v departmentu Bouches-du-Rhône v regionu Provence-Alpes-Côte d'Azur.

## Historie města a pamětihodnosti
Město je proslaveno především jako bydliště Michela de Nostradame,jenž se ve městě usadil v roce 1547. Věštby si u něj objednávala dokonce královna Kateřina Medicejská a jeho předpovědi jsou slavné dodnes. Nostradamův dům se zachoval a slouží jako muzeum jeho života a díla.
Nad městem se tyčí majestátní zámek Château de l'Empéri, bývalé sídlo arcibiskupů z Arles.
V roce 1909 bylo město poškozeno silným zemětřesením o magnitudě 6,2.

## Osobnosti města
- Nostradamus (1503–1566), lékař, astrolog a prorok
- Charles Trenet (1913–2001), zpěvák, herec, skladatel, spisovatel a malíř
- Romain Gary (* 1914–1980), francouzský spisovatel, diplomat, překladatel a režisér litevsko-polského původu
- Patrick Baudry (* 1946), astronaut
- Christine Boissonová (* 1956), herečka
- Léopold Eyharts (* 1957), astronaut

## Vzdělávání
- École de l'Air

## Partnerská města
- Aranda de Duero, Kastilie a León, Španělsko
- Gubbio, Itálie
- Huntingdon, Anglie, Velká Británie
- Szentendre, Maďarsko
- Wertheim am Main, Německo

## Galérie

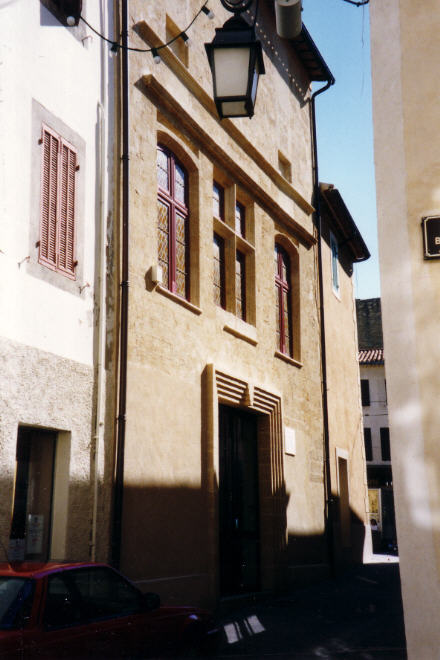
Nostradamův dům
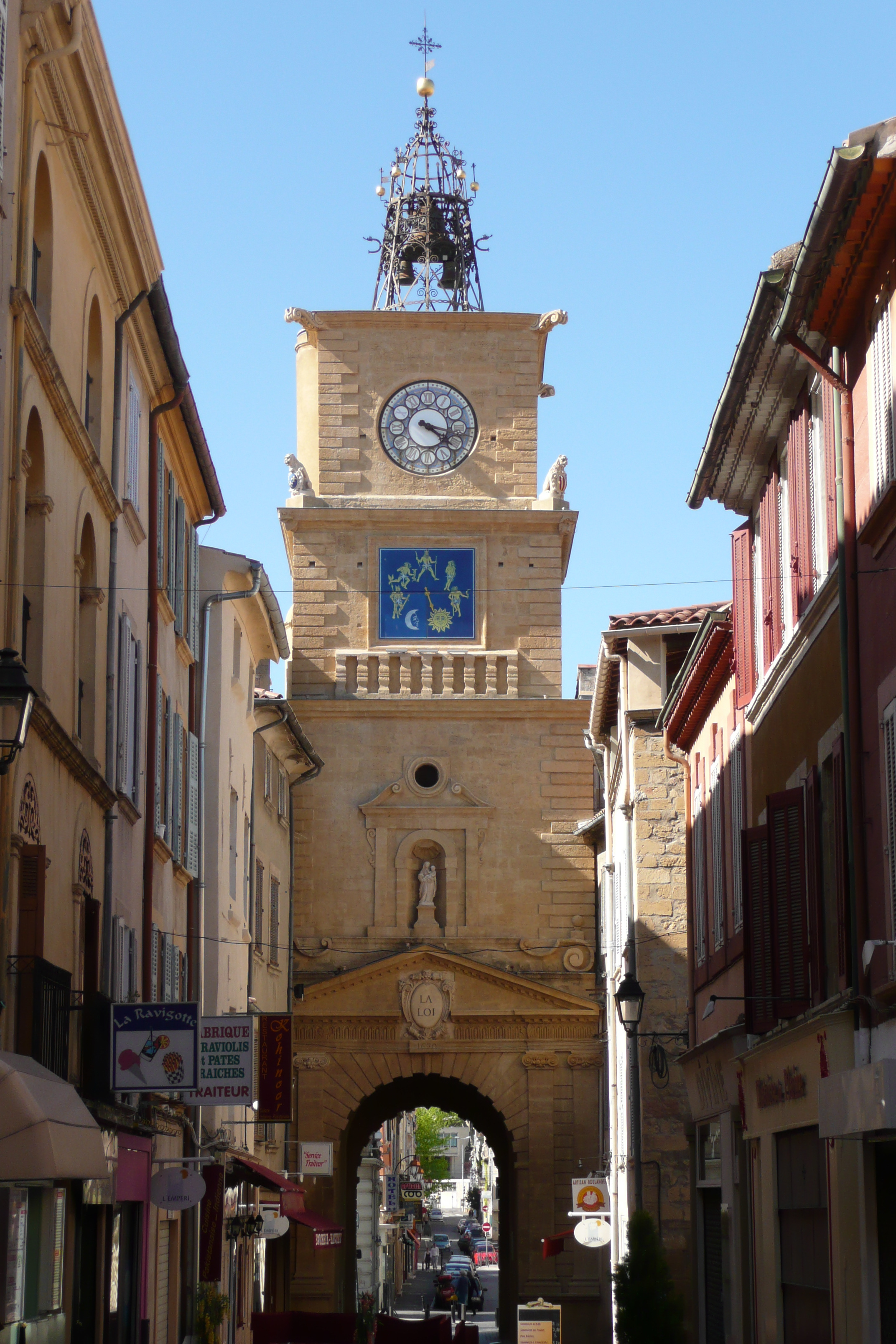
Hodinová věž
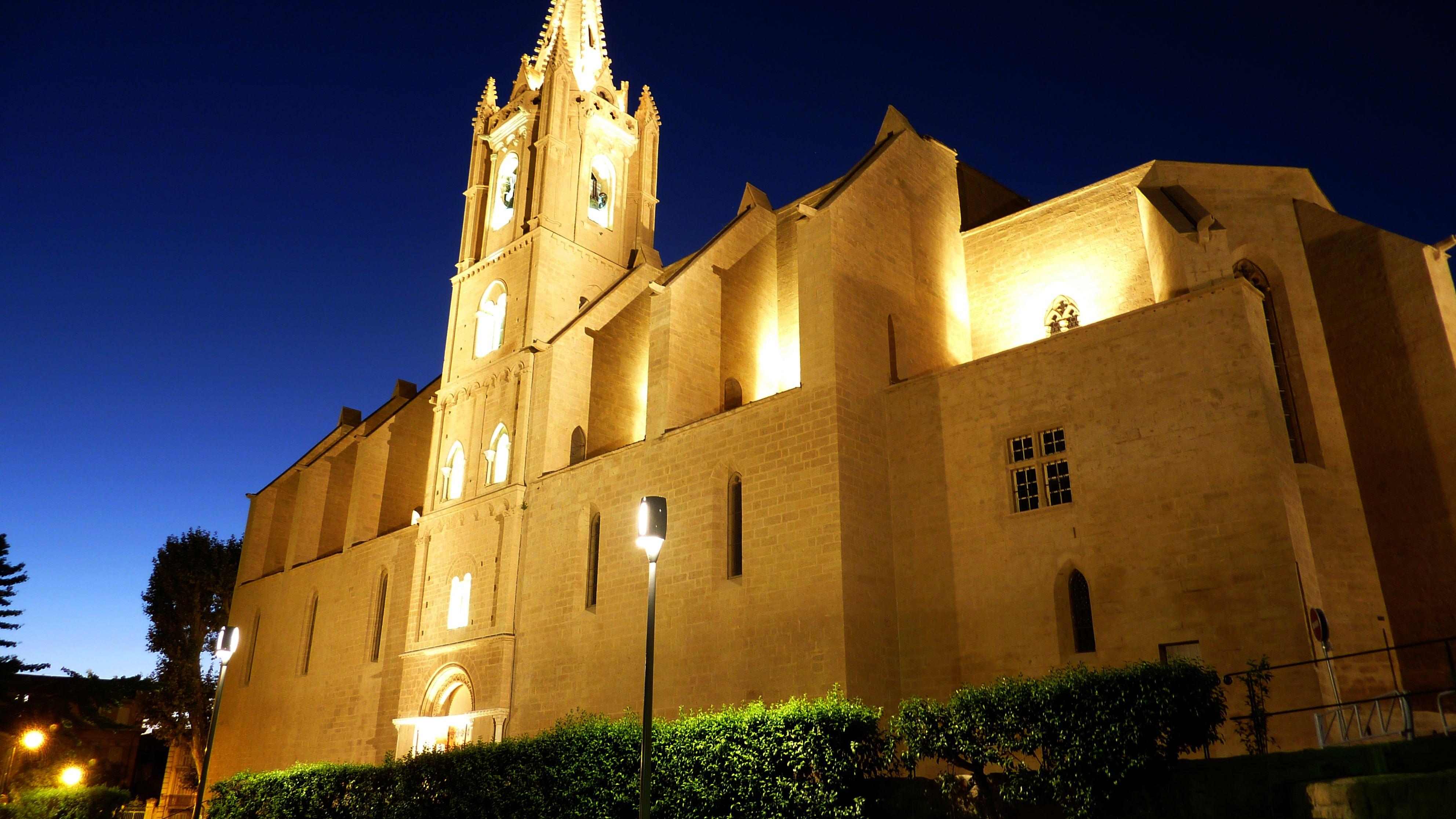
Kostel sv. Vavřince